# 桃井はるか
桃井 はるか（ももい はるか、1992年10月17日 - ）は、2014年12月にデビューしたADプロモーション所属のタレントである。現在は主にグラビアアイドルとして活動している。東京都出身。あだ名はももはる、ももちゃんなど。

## プロフィール、略歴
身長152cm、スリーサイズはB88（Hカップ）、W60、H88。
1992年10月17日、東京都にて生まれる。
2014年12月、エーディープロモーション所属のタレントとしてデビュー。オフィシャルブログ「桃井はるかの時間だよ♡」が開設されたのは2014年のクリスマスイブだった。
2015年9月25日、ファーストイメージDVD「桃色シンフォニー」が発売。翌月の10月25日に秋葉原のソフマップで発売イベントが行われる。

## 主な活動
ネットテレビ、撮影会、企業PRイベントなどへの出演を中心にグラビアアイドルとして活動しながらも、美容やファッションに詳しいことを生かし、キュレーションサイトのライターや、時には自らモデルなどもこなす。

## その他
特技は料理で、カレーなどは自分でスパイスを調合してルーを作るほど。また、中国に住んでいた時期があり、中国語を流暢に話すことができる。
趣味はバックパック旅行とカメラで、国内国外問わず鞄ひとつで旅に出掛ける。またアニメが好きで、声優になることも将来の目標にしている。
好きなキャラクターはポケモンのピカチュウ。
童顔巨乳を売りにしている（本人公認）。バストサイズはデビュー時点よりも更に１サイズアップして、現在はHカップまで大きくなった。

## 活動詳細

### ネット放送
- マシェバラ「次世代動画クイーン発掘！動画クラブ」
- WALLOP「株式会社サミットプロモーション」ゲスト（司会：サミットクラブ、城田あや）

### DVD
- 桃色シンフォニー（2015年9月25日、スパイスビジュアル）
- 桃色ディスタンス（2016年3月24日、ギルド）

### モデル
GODmake
- 「誰からも好かれる万人ウケメイク！」
- 「合コンに！デートに！男ウケ◎メイク（アレンジ）」

### 記事執筆
キュレーションサイトMERY
- 「Japacolle編集部認定！いつかされたい♥胸キュンシチュエーション○選♡♡」
- 「こんなアレンジ知ってた？驚くほどかわいいアンティーク着物コーデのポイント♡」
- 「え！ここぜ〜んぶ日本？こんな絶景あったんだ！絶対行きたいスポット、ランダム８選♪」
- 「アンダーウェアも妥協しない♡盛りブラRavijourで女子力アップ↑↑♡」
- 「♡小悪魔agehaを徹底解説♡アゲ嬢みたいに一生「かわいい」を貫きたい♡」
- 「化粧前のたった5分でスッキリ小顔♡リフトアップ＆ぱっちりおめめに♡」
- 「心も体も生まれ変わる、マクロビオティックの魅力♡」
- 「★効果テキメン★毎日食べる主食の糖質を半分以下にして楽々ダイエット♡」
- 「♡Beautyおやつ♡すごい！まるで食べる美容液。おやつを変えてもっと輝く自分にな〜れ♡」
- 「＼一生モチ肌宣言／将来ずっと美人でいるタメに♡毎日のスキンケアを美顔器にシフト！」